# Pholidichthyoidei
Pholidichthyoidei vormen een onderorde van de Baarsachtigen (Perciformes).

## Taxonomie
De onderorde wordt onderverdeeld in de volgende familie:
- Pholidichthyidae (Aalgrondels)